# Пирсагат (мыс)
Мыс Пирсагат (азерб. Pirsaat burnu) — мыс на востоке Азербайджана, в Гарадагском районе города Баку. Расположен на западном берегу Каспийского моря.

## География
Поверхность мыса представляет собой возвышенность достигающую 60 метров. Мыс сложен из песчаника, известняка и конгломератов плиоцена. На мысе расположен грязевой вулкан Хамамдаг. Прибрежная зона вокруг мыса мелководная.
К югу от мыса Пирсагат расположена гряда каменистых островков и подводных камней. Между этой грядой и побережьем образована Пирсагатская бухта.